# Finlands kommuntekniska förening
Finlands kommuntekniska förening (FKTF, finska: Suomen Kuntatekniikan Yhdistys SKTY), är en 1926 grundad fackorganisation med säte i Helsingfors främst riktad till ingenjörer och arkitekter verksamma i den kommuntekniska branschen. 
Föreningens syfte är att utveckla kommuntekniken och medlemmarnas yrkesskicklighet samt fungera som en sammanbindande länk mellan medlemmarna. Sedan 1994 har även personer med annan utbildningsbakgrund än ingenjörer och arkitekter samt personer verksamma i den privata sektorn kunnat bli medlemmar. Föreningen arrangerar årligen kongresser på olika håll i Finland och utger medlemstidningen Kuntatekniikka (grundad 1946).